# 김금래
김금래(金錦來, 1952년 8월 6일 ~ )는 대한민국의 정치인이다.
한나라당 소속의 18대 국회의원(비례대표)을 지냈고, 이명박정부에서 2011년 9월 16일부터 2013년 3월 11일까지 제2대 여성가족부 장관을 지냈다.

## 생애
강원도 강릉시 출신으로 이화여자고등학교, 이화여자대학교, 숙명여자대학교 정책대학원에서 여성정책학을 전공하였다.
2008년 18대 한나라당 비례대표 국회의원을 지냈으며, 2011년 9월 16일 여성가족부 장관으로 임명되었다.

## 학력
- 이화여자고등학교 졸업
- 이화여자대학교 사회학 학사
- 숙명여자대학교 정책대학원 여성정책학 석사

## 경력
- 한국여성단체협의회 사무총장
- 21세기여성미디어네트워크 공동대표
- 한나라당 여성국 국장
- 2005년 6월 ~ 2006년 8월: 동부여성플라자 대표
- 2006년 9월  ~ 2007년 6월: 서울여성 대표 상임이사
- 2008년 1월 ~ 2월: 제17대 대통령직 인수위원회 비서실 여성팀장
- 2008년 5월 ~ 2011년 9월: 제18대 한나라당 국회의원 (비례대표)
- 2008년 5월 ~ 2009년 7월: 한나라당 중앙여성위원장
- 2008년 10월 ~ 2009년 8월: 국회 저출산고령화대책특별위원회 위원
- 2008년 ~ 2010년: 제18대 전반기 국회 문화체육관광방송통신위원회 위원
- 2008년: 국회 여성가족위원회 위원
- 2010년 ~ 2011년: 제18대 후반기 국회 보건복지위원회 위원
- 2011년 6월: 한나라당 7.4 전당대회 선거관리위원
- 2011년 9월 ~ 2013년 3월: 여성가족부 장관
- 사단법인 통일을 생각하는 사람들의모임 이사
- 2023년 4월 대한민국헌정회 이사

## 사건·사고 및 논란

### 여성가족부 장관 인사청문회

#### 투기 의혹
2011년 9월 14일 인사청문회에서 김재윤 민주당 의원은 "집값때문에 국민들 고생하는데 김금래 후보자님은 분당 47평 아파트를 9천만원에 구입할 수 있나? 놀랍지 않나? 분당의 47평 아파트를 9천만원에 구입했다는 것, 경이롭지 않나? 3년동안 소유하고 있다가 9천5백에 팔았다. 그렇게 할 수 있다면 우리 국민 얼마나 행복하겠나? 반값이 아니라 4분의 1 값 아파트다. 국토부 장관 맡아서 4분의 1 값 아파트 실현하는게 낫지 않나?"고 지적했고, 이에 김 후보자는 "투기 안했습니다. 1가구 1주택했다. 평생 집한채 가지고 살았구요. 투기한적 없습니다. 버블 세븐은 그 이후에 오른 겁니다."라며 투기 의혹을 부인했다.

#### 다운계약서 의혹
정범구 민주당 의원은 “다운계약서를 작성해 취득세와 등록세 등 약 3000여만원을 탈루한 의혹이 있다”고 주장했다. 이에 김 후보자는 “취·등록세는 지자체에 내는 것으로, (두 아파트에 대해) 지자체가 정한 시가표준액은 각각 7600만원 선과 1억6000만원 선이었다”며 “실거래가로 신고했다면 주변 지역 다른 매매거래와의 형평성 탓에 지자체가 받아들이지 않았을 것”이라고 답변했다.

#### 세금 탈루 의혹
김 후보자가 당시 국세청 기준시가인 2억3000만원으로 신고했다면 취득·등록세는 1334만원에 달하는데 김 후보자는 522만원만 냈고, 결과적으로 812만원을 탈루한 셈이라는 게 민주당 측 주장이다. 김 후보자는 민주당 김상희 의원이 사과를 거듭 요구하자 "적법하게 세금을 냈다"고 우기다가 결국 "송구스럽다"고 답했다.

#### 명의신탁 의혹
김유정 민주당 의원은 “김 후보자 배우자가 1983년 4월 구입한 서울 당산동 아파트를 3개월 뒤인 7월 박아무개씨에게 팔았는데, 8개월 뒤 남의 소유물인 이 아파트에 근저당권을 설정해 대출받았다”며 “1984년 11월 한국은행 사원 아파트를 샀는데, 무주택자를 조건으로 한 이 아파트에 입주하기 위해 당산동 아파트를 급하게 팔아 명의신탁한 것 아니냐”는 물음에 김 후보자는 “(박씨에게) 집을 팔 때 (우리가 받았던) 대출을 ‘낀(승계하는)’ 상태로 팔았다”면서 “그 이후 (근저당권이) 한 차례 자동 연장됐는데 (박씨 명의로) 다시 등기하는 데 비용이 들고 번거롭기 때문에 (남편이 근저당권을) 호의로 연장해준 걸로 얘기 들었다”고 해명했다.
이어 "입주요건이 무주택자였다. 이 조건을 맞추기 위해 급하게 삼익아파트 매도하고 한국은행 사원아파트 들어간 것."이 아니냐는 질문에 김 후보자는 "모르는 사람이다. 모르는 내용이다."라고 답변했다.

#### 정치자금법 위반
박선영 자유선진당 의원은 "선관위 2006년 9월답변에도 나온다. 보좌관 등에 인건비 성격의 상여금, 휴가비나 명절보너스를 지급하는 것은 정치자금법 제2조 3항에 위배된다. 사과를 하셔야지요?"라며 지적하자, 김 후보자는 "송구스럽게 생각한다."며 반성하는 태도를 보였다.

## 역대 선거 결과
| 실시년도 | 선거   | 대수 | 직책     | 선거구        | 정당     | 득표수      | 득표율          | 순위 | 당락 | 비고 |
| -------- | ------ | ---- | -------- | ------------- | -------- | ----------- | --------------- | ---- | ---- | ---- |
| 2008년   | 총선   | 18대 | 국회의원 | 비례대표 11번 | 한나라당 | 6,421,727표 | \| \| 37.48% \| | -    |      | 초선 |
|          | 37.48% |      |          |               |          |             |                 |      |      |      |